# Campionati italiani di duathlon del 1998
I Campionati italiani di duathlon del 1998 sono stati organizzati dalla Federazione Italiana Triathlon e si sono tenuti a Bedollo in Trentino-Alto Adige, in data 6 settembre 1998.
Tra gli uomini ha vinto Alessandro Alessandri (T.D. Rimini), mentre la gara femminile è andata a Mirella Gastaldo (Triathlon Alto Adige).

## Risultati

### Élite uomini
| Pos. | Atleta                | Società sportiva       | Corsa    | Bici     | Corsa    | Totale   |
| ---- | --------------------- | ---------------------- | -------- | -------- | -------- | -------- |
|      | Alessandro Alessandri | T.D. Rimini            | 00:29:32 | 01:11:25 | 00:15:15 | 01:56:12 |
|      | Igor Ghio             | Torino Triathlon       | 00:31:08 | 01:10:07 | 00:15:33 | 01:56:48 |
|      | Fabio Pizzagalli      | T.D. Rimini            | 00:30:01 | 01:11:22 | 00:15:36 | 01:56:59 |
| 4    | Massimo Torsani       | T.D. Rimini            | 00:00:00 | 01:41:19 | 01:57:14 | 01:57:14 |
| 5    | Daniele Fiumara       | Energytri              | 00:30:33 | 01:10:10 | 00:16:35 | 01:57:18 |
| 6    | Alberto Piacentini    | Energytri              | 00:31:03 | 01:09:36 | 00:16:49 | 01:57:28 |
| 7    | Bruno Stanga          | Tenno                  | 00:29:30 | 01:11:40 | 00:16:27 | 01:57:37 |
| 8    | Andrea Pasquinelli    | T.D. Rimini            | 00:30:04 | 01:11:18 | 00:16:34 | 01:57:56 |
| 9    | Maurizio De Ponte     | Silca Ultralite        | 00:30:30 | 01:10:47 | 00:17:11 | 01:58:28 |
| 10   | Fabio Terzoni         | Sef Leasing            | 00:31:27 | 01:09:24 | 00:17:48 | 01:58:39 |
| 11   | Giovanni Bertagnin    | Forze Armate Triathlon | 00:31:13 | 01:09:46 | 00:18:07 | 01:59:06 |
| 12   | Marco Celi            | Teramo Triathlon Team  | 00:30:59 | 01:11:20 | 00:17:07 | 01:59:26 |
| 13   | Ugo Moroni            | T.D. Rimini            | 00:30:53 | 01:12:54 | 00:16:09 | 01:59:56 |
| 14   | Nicola Magrini        | Sef Leasing            | 00:31:39 | 01:11:29 | 00:16:53 | 02:00:01 |
| 15   | Manolo Montevecchi    | T.D. Rimini            | 00:30:43 | 01:11:37 | 00:18:03 | 02:00:23 |
| 16   | Yuri Cornali          | Galileo Triathlon      | 00:32:08 | 01:11:02 | 00:17:23 | 02:00:33 |
| 17   | Manfred Wurzer        | Tenno                  | 00:30:55 | 01:12:55 | 00:16:48 | 02:00:38 |
| 18   | Stefano Bianconi      | Triathlon Alto Adige   | 00:32:59 | 01:09:57 | 00:17:59 | 02:00:55 |
| 19   | Alberto Puerini       | Marche Ms              | 00:00:00 | 01:42:58 | 02:00:57 | 02:00:57 |
| 20   | Umberto Guidetti      | Energytri              | 00:30:32 | 01:13:41 | 00:17:18 | 02:01:31 |

### Élite donne
| Pos. | Atleta                   | Società sportiva       | Corsa    | Bici     | Corsa    | Totale   |
| ---- | ------------------------ | ---------------------- | -------- | -------- | -------- | -------- |
|      | Mirella Gastaldo         | Triathlon Alto Adige   | 00:34:53 | 01:22:39 | 00:18:47 | 02:16:19 |
|      | Paola Lenzi              | Torino Triathlon       | 00:37:42 | 01:20:32 | 00:20:03 | 02:18:17 |
|      | Giovanna Ricotta         | Padova Triathlon       | 00:00:00 | 02:01:40 | 02:20:33 | 02:20:33 |
| 4    | Sara Ferrari             | Ferrara Triathlon Club | 00:34:04 | 00:00:00 | 02:21:06 | 02:21:06 |
| 5    | Elisabeth Moser Bonamico | Triathlon Alto Adige   | 00:33:41 | 01:24:03 | 00:23:34 | 02:21:18 |
| 6    | Caterina Mazzalai        | Triathlon Trentino     | 00:37:16 | 01:25:55 | 00:20:18 | 02:23:29 |
| 7    | Serena Tonon             | Silca Ultralite        | 00:35:34 | 01:28:56 | 00:19:46 | 02:24:16 |
| 8    | Alba Coccurello          | Pasta Granarolo        | 00:38:56 | 00:00:00 | 02:26:44 | 02:26:44 |
| 9    | Lara Bonora              | Tenno                  | 00:39:48 | 00:00:00 | 02:29:51 | 02:29:51 |
| 10   | Verena Piccinin Brenner  | Pro Patria Milano      | 00:40:06 | 00:00:00 | 02:30:49 | 02:30:49 |
| 11   | Roberta Monari           | Pasta Granarolo        | 00:41:10 | 00:00:00 | 02:32:17 | 02:32:17 |
| 12   | Luana Leardini           | T.D. Rimini            | 00:40:15 | 00:00:00 | 02:38:19 | 02:38:19 |
| 13   | Cinzia Arduzzoni         | Sef Leasing            | 00:41:22 | 00:00:00 | 02:38:33 | 02:38:33 |
| 14   | Gigliola Colautti        | Fun Tri Team           | 00:42:13 | 00:00:00 | 02:42:46 | 02:42:46 |
| 15   | Roberta Bastelli         | Pasta Granarolo        | 00:44:18 | 00:00:00 | 02:43:56 | 02:43:56 |
| 16   | Mariarita Lori           | Sef Leasing            | 00:47:56 | 00:00:00 | 02:52:29 | 02:52:29 |